# Viejo smoking (película)
Viejo smoking es un cortometraje en blanco y negro filmado en Buenos Aires, Argentina en 1930 con la dirección de Eduardo Morera y conforme guion de Enrique Pedro Maroni, con la participación de Francisco Canaro, César Fiaschi, Carlos Gardel e Inés Murray. Fue realizado con sonido óptico, es decir con el sonido grabado en la película, denominado sistema Movietone inventado por el estadounidense Lee De Forest, que permitía la utilización de rollos pequeños y era adecuado para filmar noticieros, documentales y cortos musicales. Este sistema aventajaba al Vitaphone, que consistía en discos fonográficos que se ejecutaban en forma paralela a la proyección del filme pero cuyo sonido era de menor calidad y presentaba problemas para su sincronización.
Esta película integra la serie de 15 cortometrajes (de los cuales 4 no fueron hallados y 1 no se encuentra en estado de ser exhibido) que fueron filmados entre el 23 de octubre y el 3 de noviembre de 1930 y que se estrenaron a partir del 3 de mayo de 1931 en el cine Astral, sito en la Corrientes 1641 de Buenos Aires, bajo elrubro de “Variedad musical”, acompañando la exhibición de la película Luces de la ciudad de Charles Chaplin. Estas películas fueron las primeras realizadas en los “Estudios Valle”, en la calle México 832, de propiedad del empresario de cine Federico Valle.

## Los cortometrajes musicales de Gardel de 1930
En 1930 Gardel protagonizó quince cortometrajes musicales sonoros, cada uno sobre una canción, con dirección de Eduardo Morera y producción de Federico Valle, uno de los pioneros del cine latinoamericano. Valle había nacido en Italia en 1880, y luego de trabajar con los Hermanos Lumière y tomar clases con Georges Méliès, emigró a la Argentina en 1911 y desde entonces produjo decenas de obras cinematográficas de gran valor, incluyendo los primeros noticieros y los largometrajes animados de Quirino Cristiani, los primeros en la historia del cine mundial en su género. 
De los quince cortos, cinco resultaron arruinados en el laboratorio, entre ellos uno titulado Leguisamo solo, en el que aparecía el jockey Irineo Leguisamo y otro titulado El quinielero. Los diez cortos lanzados fueron: El carretero, Añoranzas, Rosas de otoño, Mano a mano, Yira, yira, Tengo miedo, Padrino pelao, Enfundá la mandolina, Canchero y Viejo smoking.

## Sinopsis
Gardel está en una habitación, sentado a una mesa, fumando y haciendo solitarios con las cartas cuando, enviada por su patrona, la dueña de la pensión, entra Manuela, que con la entonación española propia de los inmigrantes gallegos, le reclama el pago de los alquileres atrasados. Gardel responde que apenas debe tres meses en tanto se queja por la angustiosa situación económica que atraviesa. Entonces entra un amigo al que enteran del reclamo y que, a su vez, menciona que lo despidieron de su trabajo. Al abrir el ropero el amigo ve el smoking y le sugiere que ante la falta de otros recursos lo empeñe. Gardel reacciona asiendo el smoking y expresando: -No podría separarme de él. En la historia de mis mejores aventuras de amor, él fue el testigo fiel. ¡Cuánta pebeta linda se afirmó en ese brazo, en las vueltas de un tango! ¡Cómo sintió ese smoking el latir de mi corazón, apresurado por las emociones del primer beso! Separarme de él, sería como si me arrancasen un pedazo de vida. Nunca me separaré de él” y luego recita y canta una parte del tango «Viejo smoking» de Celedonio Flores y Guillermo Barbieri, acompañado por la orquesta de Francisco Canaro, a la que en ningún momento se ve en escena.

## Reparto
- César Fiaschi ... El amigo
- Carlos Gardel ... El inquilino
- Inés Murray ... Manuela